# Brzóze Małe
Brzóze Małe – wieś sołecka w Polsce położona w województwie mazowieckim, w powiecie makowskim, w gminie Rzewnie. Leży nad Narwią.
| SIMC    | Nazwa       | Rodzaj     |
| ------- | ----------- | ---------- |
| 0519699 | Kadzielnica | przysiółek |

W latach 1975–1998 miejscowość administracyjnie należała do województwa ostrołęckiego
Wierni kościoła rzymskokatolickiego należą do parafii św. Anny w Różanie.